# Vice-président de la république fédérale du Nigeria
Le vice-président de la République fédérale du Nigeria est le second personnage de l'État nigérian, chargé de remplacer le président en cas de vacance du pouvoir.

## Liste des titulaires
Le tableau ci-dessous liste les vice-présidents qui se sont succédé ainsi que le président sous lequel ils officiaient :
| Vice-président             | Président         | Investiture      | Fin du mandat    |
| -------------------------- | ----------------- | ---------------- | ---------------- |
| Alex Ifeanyichukwu Ekwueme | Shehu Shagari     | 1er octobre 1979 | 31 décembre 1983 |
| Atiku Abubakar             | Olusegun Obasanjo | 29 mai 1999      | 29 mai 2007      |
| Goodluck Jonathan          | Umaru Yar'Adua    | 29 mai 2007      | 6 mai 2010       |
| Namadi Sambo               | Goodluck Jonathan | 19 mai 2010      | 29 mai 2015      |
| Yemi Osinbajo              | Muhammadu Buhari  | 29 mai 2015      | 29 mai 2023      |
| Kashim Shettima            | Bola Tinubu       | 29 mai 2023      | en fonction      |